# Bułgaria na Letnich Igrzyskach Olimpijskich 1976
Bułgarię na Letnich Igrzyskach Olimpijskich 1976 reprezentowało 158 zawodników.

## Zdobyte medale
| Medal  | Zawodnik | Dyscyplina           | Konkurencja                    |
| ------ | --- | -------------------- | ------------------------------ |
| Złoto  | Iwanka Christowa | Lekkoatletyka        | pchnięcie kulą                 |
| Złoto  | Norair Nurikjan | Podnoszenie ciężarów | 52 – 56 kg                     |
| Złoto  | Jordan Mitkow | Podnoszenie ciężarów | 67,5 – 75 kg                   |
| Złoto  | Swetła Ocetowa Zdrawka Jordanowa | Wioślarstwo          | dwójka podwójna                |
| Złoto  | Sijka Kełbeczewa Stojanka Grujczewa | Wioślarstwo          | dwójka bez sternika            |
| Złoto  | Hasan Isajew | Zapasy               | -48 kg w stylu wolnym          |
| Srebro | Nikolina Szterewa | Lekkoatletyka        | bieg na 800 m                  |
| Srebro | Marija Wergowa | Lekkoatletyka        | rzut dyskiem                   |
| Srebro | Ginka Gjurowa Lilana Wasewa Reni Jordanowa Marijka Modewa Kapka Georgiewa | Wioślarstwo          | W4+ (czwórka ze sternikiem)    |
| Srebro | Georgi Todorow | Podnoszenie ciężarów | 56 – 60 kg                     |
| Srebro | Trendafił Stojczew | Podnoszenie ciężarów | 75 – 82,5 kg                   |
| Srebro | Krystju Semerdżiew | Podnoszenie ciężarów | 90 -110 kg                     |
| Srebro | Stojan Nikołow | Zapasy               | -90 kg w stylu klasycznym      |
| Srebro | Kamen Goranow | Zapasy               | -100 kg w stylu klasycznym     |
| Srebro | Aleksandyr Tomow | Zapasy               | +100 kg w stylu klasycznym     |
| Brąz   | Jordanka Błagoewa | Lekkoatletyka        | skok wzwyż                     |
| Brąz   | Nadka Gołczewa Penka Metodiewa Petkana Makaweewa Sneżana Michajłowa Krasimira Bogdanowa Diana Diłowa-Brajnowa Penka Stojanowa Krasimira Gjurowa Todorka Jordanowa Margarita Sztyrkełowa Marija Stojanowa Gergina Skerłatowa | Koszykówka           | turniej kobiet                 |
| Brąz   | Władimir Kolew | Boks                 | waga lekkopółśrednia (63,5 kg) |
| Brąz   | Atanas Szopow | Podnoszenie ciężarów | 82,5 -90 kg                    |
| Brąz   | Stefan Angełow | Zapasy               | -48 kg w stylu klasycznym      |
| Brąz   | Iwan Kolew | Zapasy               | -82 kg w stylu klasycznym      |
| Brąz   | Dimo Kostow | Zapasy               | -100 kg w stylu wolnym         |